# Francis Bacon
Sir Francis Bacon, barun Verulamski i 1. vikont od St Albansa, (London, 22. siječnja 1561. – Highgate, 9. travnja 1626.), engleski filozof, pravnik i državnik. Bio je jedan od vodećih osoba na području prirodne filozofije i znanstvene metodologije na prijelazu iz renesanse u moderno doba. Zbog toga se smatra jednim od utemeljitelja novovjekovne znanosti i filozofije.
Živio je u vrijeme prvobitne akumulacije kapitala, razvoja industrije i trgovine. Suvremenik je Williama Shakespearea i kraljice Elizabete. Za vladavine Jamesa I. popeo se čak do položaja lorda kancelara.

## Životopis
Rodio se u plemićkoj obitelji oca Sir Nicholasa Bacona, civilnog službenika u vladi kraljice Elizabete I. i majke Anne Coke Bacon, kćeri Sir Anthonyja Cokea, koja je ujedno bila i teta Williama Cecila, lorda od Burghleya.
Studirao je na Trinity Collegeu, Cambridgeu i Gray's Innu u Londonu, da bi po završetku studija (1577.) krenuo s engleskim veleposlanikom Sir Amiasom Pauletom u Pariz. Nakon očeve smrti započeo je političku karijeru u Donjem domu engleskog parlamenta. Ulazak u visoku politiku osigurao mu je politički memorandum "Pismo savjeta kraljici Elizabeti" (A Letter of Advice to Queen Elisabeth).
Godine 1593. izgubio je naklonost kraljice Elizabete I., pa je prihvatio patronat Grofa od Essexa, kojemu je služio kao politički savjetnik. Godine 1606. po dolasku na vlast škotskog kralja Jakova VI., koji je preuzeo englesku krunu pod imenom Jakova I., Bacon je imenovan vitezom, a potom je preuzeo dužnost državnog odvjetnika (1607.) i državnog tužitelja (1613.).
Daljnji napredak u karijeri ostvario je 1617. godine kada je primljen u Dom lordova, a doskora je bio postavljen na dužnost lorda kancelara i imenovan barunom od Velurama. Godine 1621. kada je imenovan vikontom od St Albansa, suspendiran je iz parlamenta zbog optužbi za korupciju te osuđen i zatvoren u Toweru. Nedugo poslije je oslobođen, ali povukao se iz javnog života.

## Baconova filozofska i znanstvena misao
Jedan od osnivača moderne znanosti i moderne filozofije. U dijelu »Novi organon znanosti« ukratko je izložio osnovne principe svoje filozofije. Postavio je princip eksperimenta koji najviši princip svakog znanstvenog istraživanja, a razradio je induktivnu metodu spoznaje. Prema njegovim načelima osnovano je 1662. godine u Engleskoj »Učeno društvo«.
Bacon teži »velikoj obnovi«, temeljitoj preobrazbi znanosti i života uopće. Naslov njegovog glavnog, ne dovršenog djela i je »Instauratio magna«, a »Novi organon ili upute za tumačenje prirode« dio je te zamisli.
Cilj znanosti i filozofije jest opskrbiti ljudski život novim pronalascima i dobrima, ovladati prirodom, povećati čovjekovu moć nad prirodom, jer znanje je moć.
Kritizirao je staru logiku i metodu dedukcije. On uvodi metodu indukcije koja je jedinstvo eksperimenta i racionalne spoznaje. Bacon je smatrao da se prije metode indukcije treba očistiti razum od predrasuda (zabluda, "idola") koje su se nagomilale:
1. Predrasude plemena – one su u ljudskoj prirodi, jer su svi ljudi nesavršeni i prema tome skloni greškama.
2. Predrasude pećine – to su zablude pojedinca. One nastaju zbog toga što čovjek sudi prema sebi, pa misli da ono kako on nešto doživljava da tako to doživljavaju i drugi, a zaboravlja da je svaki čovjek zasebna "pećina".
3. Predrasude trga – pogrešno razumijevanje riječi. One nastaju na ulicama, trgovima gdje se razmijenjuju riječi, a one mogu izazvati različita značenja a to može dovesti do pogreške, nesporazuma.
4. Predrasude kazališta – nastaju iz poštovanja autoriteta. Bacon je smatrao da su ove predrasude najopasnije jer nastaju iz poštovanja autoriteta. Čovjek poštujući neki autoritet prihvaća sve što taj autoritet misli i radi, pa tako i njegove greške. To je kao u kazalištu kada autoritet glumaca stvori atmosferu, za koju publika misli da je stvarna, a u stvari ona je umjetna.

Iako je zagovarao iskustvo i promatranje pojava, Baconova misao bila je ukorijenjena u hermetizmu, zbog čega neki njegovi stavovi odražavaju Agrippinu misao i utjecaj rozenkrojcerskog hermetizma.

## Djela
Napisao je veliki broj filozofskih, književnih, povijesnih i pravnih djela na engleskome i latinskom jeziku, od kojih su većina objavljena posmrtno.
- Novi Organon, 1620.
- Povijest prirodna i pokusna za utemeljenje spoznaje, 1622.
- O dostojanstvu i napretku znanosti, 1623.
- Ogledi ili savjeti politički i moralni, 1625.
- Nova Atlantida, 1627.
- Načela prava, 1630.